# 中川大志
中川大志（日语：／ Nakagawa Taishi，1998年6月14日—），日本男演員，Stardust Promotion旗下藝人，身高179公分、血型B型。

## 簡歷
自3歲開始學爵士舞。小學四年級時，練完爵士舞的回家路上，在澀谷被星探發掘。五年級正式進入Stardust Promotion經紀公司。
2009年7月，在NHK的《当我还是个孩子的时候 泽村一树篇》中首次出現在電視上。
2010年6月，從原本所屬的Stardust Promotion藝能10部轉至藝能3部。同年10月，首次出演電影《半次郎》。
2011年，擔綱日本電視台由松嶋菜菜子主演的連續劇《家政婦三田》中的主要角色之一，飾演男主角長谷川博己的長男，此劇最終回創下收視率40%（瞬間最高收視42.8%）的紀錄。
2015年，首次主演連續劇，為TBS電視台深夜電視劇《監獄學園》，同一時期還主演了富士電視台的深夜劇《阿南的小情人～my little lover》。

## 個人
- 名字「大志」的由來是「年輕人要胸懷『大志』」。
- 是在家中誕生的，而非在醫院產房[2]。
- 最喜愛的藝人是柚子和Spitz、back number、SEKAI NO OWARI、Mr.children。
- 興趣：釣魚

## 作品

### 電視劇
- 當我還是孩子的時候 泽村一树篇（2009年7月，NHK BS）飾演：泽村一树（少年期）
- 白色榮光2（第3集）（2010年4月20日，關西電視台）飾演：塚田浩之（少年期）
- Q10（第4集）（2010年11月6日，日本電視台）客串
- 晨間劇 太陽公公（第1-6、15、20集）（2011年4月4日-26日，NHK）飾演：須藤春樹（少年期）
- 大河劇 江～公主们的战国～ （第34集）（2011年9月4日，NHK）飾演：細川光千代
- 家政婦三田（2011年10月-12月，日本電視台）飾演：阿須田翔
- 13歲的Hello Work（2012年1月-3月，朝日電視台）飾演：三上純一
- 大河劇 平清盛（第24-28集）（2012年6月17日-7月15日，NHK）飾演：鬼武者（源賴朝少年期）
- 黑板～挑戰時代的教師～（日语：ブラックボード〜時代と戦った教師たち〜）（第3夜）（2012年4月7日，TBS電視台）飾演：弓岡健司
- GTO（2012年7月3日-9月11日，關西電視台）飾演：吉川昇
  - GTO特別篇（2012年10月2日，關西電視台）飾演：吉川昇
  - GTO正月特別篇（2013年1月2日，關西電視台）飾演：吉川昇
  - GTO畢業特別篇（2013年4月2日，關西電視台）飾演：吉川昇
- 花之冠（日语：花の冠）（2012年9月14日，朝日電視台）出演：平井櫻
- 完美的藍（日语：パーフェクト・ブルー#2012年版）（2012年10月-12月，TBS電視台）飾演：諸岡進也
- 夜行觀覽車（2013年1月-3月，TBS電視台）出演：高橋慎司
- 最強名醫2（2013年7月25日，朝日電視台）飾演：皆川雅也
- 今夜只想拥抱爱（日语：今夜は心だけ抱いて#テレビドラマ）（2014年3月4日-4月22日，NHK）飾演：元宮透
- 水球不良少年（2014年7月12日，富士電視台）飾演：志村公平
- 金田一少年之事件簿N （第1集）（2014年7月19日，日本電視台）飾演：真田耕司
- 地狱老师（2014年10月-12月，日本電視台）飾演：立野广
- REPLAY & DESTROY（第4、8集）（2015年5月18日、6月15日，MBS、TBS電視台）飾演：竹中纯
- 監獄學園（2015年10月-12月，MBS、TBS電視台）主演：藤野清志
- 阿南的小情人～my little lover（日语：南くんの恋人#テレビドラマ）（2015年11月-2016年2月，富士電視台）主演：南瞬一
- 重版出来！（第4集-最終回）（2016年4月12日-6月14日，TBS電視台）飾演：大塚蹴人
- 大河劇 真田丸（第42-50集）（2016年10月23日-12月18日，NHK）飾演：豐臣秀賴
- 刑警弓神 第2集（2017年10月19日，富士電視臺）飾演：打越将也
- 科捜研之女 season17（第1集、最終回）（2017年10月19日、2018年3月22日，朝日電視台）飾演：江藤壱
- 風雲児たち〜蘭学革命（れぼりゅうし）篇〜（2018年1月1日，NHK）飾演：石川玄常
- 狂賭之淵（2018年1月 - 3月、MBS・TBS）飾演：豆生田楓
- 花過天晴～花樣男子 Next Season～（2018年4月17日，富士電視台）飾演：馳天馬
- 覺悟吧 那邊的女孩（日语：覚悟はいいかそこの女子）（2018年6月25日 - 7月23日，MBS、TBS電視台）主演：古谷斗和
- 這本漫畫真厲害！（第5集）（2018年11月3日）飾演：高槻涼
- QUEEN 醜聞專門律師（2019年1月10日 - 3月14日、富士電視台系）飾演：藤枝修二
- 夏空（2019年6月20日 - 9月28日）飾演：坂場一久
- G弦上的你和我（2019年10月15日 - 12月17日，TBS電視台）飾演：加瀨理人
- 左手射籃（日语：左手一本のシュート）（2020年3月14日 ，BS-TBS）主演：田中正幸
- 寵女青春白皮書（2020年8月2日 - 9月13日，日本電視台系）飾演：畠山雅治
- ライジング若冲（じゃくちゅう）〜天才 かく覚醒せり〜（2021年1月2日，NHK綜合台、BS4K）飾演：圓山應舉（円山応挙）
- 我的殺意戀愛了（2021年7月4日，日本電視台系）主演：男虎柊
- 大河劇 鎌倉殿的13人（2022年，NHK）飾演：畠山重忠
- OLD ROOKIE（2022年6月26日 - 9月4日，TBS電視台）飾演：城拓也
- 世界奇妙物語 夏之特別篇2023「小林家WONDERLAND」（2023年6月17日，富士電視台）主演：小林達也
- ONE DAY（2023年10月9日 - 12月18日，富士電視台）飾演：笛花ミズキ
- Eye Love You（2024年1月23日 - 3月26日，TBS電視台）飾演：花岡彰人
- 95（2024年4月8日 - ，東京電視台）飾演：鈴木翔太郎

### 網路劇
- 御手洗家、炎上（2023年7月13日，Netflix）飾演：御手洗真二[3]

### 電影
- 半次郎（日语：半次郎）（2010年10月9日）飾演：宮田岩虎
- 青鬼2（2015年7月4日）主演：浩
- 通学系列
  - 通學電車（2015年11月7日）飾演：弘
  - 通學途中（2015年11月21日）主演：弘
- 全員單相思（日语：全員、片想い） 我的外号叫小猪篇（2016年7月2日）飾演：佐竹
- 四月是你的謊言 （2016年9月10日）飾演：渡亮太
- 今天的吉良同學（2017年2月25日）主演：吉良悠二
- ReLIFE（2017年4月15日）主演：海崎新太
- 坂道上的阿波羅（2018年）- 川渕千太郎
- 虹色時光（2018年7月6日）- 主演：松永智也
- 接招吧！那邊的女孩（2018年10月12日）主演：古谷斗和
- 馬拉松武士（2019年2月22日）飾演：藤井
- 破碎的瞬間（日语：砕け散るところを見せてあげる）（2021年4月9日）主演：濱田清澄
- FUNNY BUNNY（2021年4月29日）主演：劍持聰
- 狂賭之淵2（日语：賭ケグルイ  絶体絶命ロシアンルーレット）（2021年4月29日）飾演：開拓地長討嶋
- 犬部！（2021年7月22日）共演：柴崎涼介
- 都市冒險家（日语：都会のトム＆ソーヤ）（2021年夏）飾演：二階堂卓也
- 黑夜遊行（2022年12月23日）飾演：田中皇帝
- 夏目的結婚對象（2024年9月6日）飾演：宮前光一

### 舞台劇（音樂劇)
- 他人關係（2020年9月11~9月14日）

### 配音
- 櫻桃小丸子：來自義大利的少年（2015年12月23日）聲演：Andrea
- 音速小子（2020年6月26日）聲演：  索尼克
- 喬瑟與虎與魚群動畫版（2020年01月20日）聲演：鈴川恒夫

## 外部連結
- 中川大志官方檔案（页面存档备份，存于）
- 中川大志的Instagram帳戶 (@taishi_nakagawa_official)